# Marie-Immaculée de Bourbon
La princesse Marie-Immaculée de Bourbon, de son nom complet Maria Immacolata Cristina Pia Isabella de Bourbon-Deux-Siciles, née le 30 octobre 1874 à Cannes (France) et morte 28 novembre 1947 à Muri (Suisse), est le quatrième enfant et la fille aînée du Prince Alphonse de Bourbon-Siciles et de son épouse Marie-Antoinette de Bourbon-Siciles,,.
Maria Immaculata épouse le prince Jean-Georges de Saxe, veuf, le 30 octobre 1906 à Cannes. Le couple n'a pas d'enfant.

## Titulature et décorations

### Titulature
- 30 octobre 1874 — 30 octobre 1906 : Son Altesse Royale Marie-Immaculée de Bourbon, princesse des Deux-Siciles
- 30 octobre 1906 — 28 novembre 1947 : Son Altesse Royale la princesse Jean-Georges de Saxe, duchesse en Saxe, princesse des Deux-Siciles

### Décorations dynastiques
Autriche-Hongrie
 Dame de l’ordre de la Croix étoilée
 Royaume de Bavière
 Dame de première classe de l’ordre de Sainte-Élisabeth